# Bataille de Tubac
Guerre de Sécession
Guerres apaches
Batailles
Combats dans l'Arizona confédéré
- Mesilla (1re)
- Tubac
- Cooke's Canyon
- Florida Mountains
- Gallinas Mountains
- Placito
- Pinos Altos
- Canada Alamosa
- Valverde
- Stanwix Station
- Picacho Pass
- Dragoon Springs (1re)
- Dragoon Springs (2e)
- Tucson
- Mesilla (2e)
- Apache Pass
- La Paz

- Point of Rocks (en)
- Wagon Mound (en)
- Combat de Bell (en)
- Cieneguilla (en)
- Ojo Caliente Canyon (en)

- Diablo Mountains (en)
- Expédition d'Antelope Hills (en)
- Little Robe Creek (en)
- 1re Adobe Walls

- Cooke's Spring (en)
- Expédition de Bonneville (en)
- Madera Canyon (en)
- Mimbres River (en)
- Affaire Bascom
- Tubac
- Cooke's Canyon
- Florida Mountains
- Gallinas Mountains
- Placito
- Pinos Altos
- 1re Dragoon Springs
- 2e Dragoon Springs
- Apache Pass
- Big Bug
- Mowry (en)
- Mount Gray
- Doubtful Canyon
- Fort Buchanan

- Pipe Spring

- Camp Grant
- Wickenburg
- Burro Canyon
- Tonto Basin
- Salt River Canyon
- Turret Peak (en)
- Sunset Pass (en)

- Yellow House Canyon (en)

- Ojo Caliente
- Las Animas Canyon
- Hembrillo Basin (en)
- Alma (en)
- Fort Tularosa (en)
- Carrizo Canyon (en)

- Cibecue Creek
- Fort Apache (en)
- McMillenville (en)
- Big Dry Wash
- Lordsburg Road
- Devil's Creek (en)
- Little Dry Creek (en)
- Nacori Chico
- Bear Valley (en)
- Pinito Mountains

- Kelvin Grade (en)
- Cherry Creek (en)
- Guadalupe Canyon (en)

La bataille de Tubac (ou siège de Tubac) est un siège des guerres Apaches, entre les colons, la milice confédérée de l'Arizona et les apaches Chiricahua. La bataille s'est déroulée à Tubac dans l'actuel Arizona méridional. Les véritables dates de cet engagement ont été perdues avec le temps. 

## Contexte
Environ 200 guerriers apaches attaquent Tubac lors du mois d'août 1861 et commencent un siège sur l'un des côtés du présidio (en). Des bandits mexicains occupent l'autre côté mais restent en dehors des combats principaux. Les habitants de la ville combattent les Apaches pendant trois jours jusqu'à ce qu'ils envoient un émissaire à Tucson, pour demander des renforts. 
Une force de vingt-cinq soldats de la milice, portant les couleurs de la Confédération et commandée par Granville Henderson Oury (en), arrive à la ville et combat lors de l'assaut final. Les Apaches se retirent à une courte distance mais poursuivent le siège en empêchant la fuite de la milice. Finalement, la nourriture et les munitions viennent à manquer et la garnison, les femmes et les enfants choisissent de fuir pour éviter d'être complètement massacrés par les Apaches supérieurs en nombre. 
Les Arizoniens réussissent à s'échapper après une dernière escarmouche lors de la nuit, quittant Tubac qui est incendiée par les Amérindiens et pillée par les bandits mexicains. Les Américains retournent vers Tucson, vers le nord, ayant atteint leur objectif qui était de secourir les habitants de Tubac assiégés.

## Conséquences
Les habitants de Tubac, avec leur ville pratiquement détruite, quittent Tucson vers le 15 août 1861. Leur destination est le Rio Grande, à l'est de Mesilla. Avant d'accomplir leur voyage, les Arizoniens sont une nouvelle fois attaqués par les Apaches, cet engagement est connu comme la bataille de Cookes Canyon. La bataille conduit à la bataille des Florida Mountains. 
Charles D. Poston (en) est l'un des hommes qui ont quitté Tubac à la suite du siège. Poston, un républicain, soutient la création du territoire de l'Arizona séparé du territoire du Nouveau-Mexique, ce dont il discute avec le président Abraham Lincoln après avoir quitté Tubac.
Après la guerre de Sécession, Tubac est brièvement le siège d'un commandement de troupes des États-Unis mais sans qu'il n'y ait de population. La ville est abandonnée dans les années 1880. En 1908, Tubac a été reconstruite mais n'a qu'une très faible population de moins de 200 habitants. Comme aujourd'hui, 149 ans plus tard, seulement 1 000 personnes résident dans la ville. Les pertes de l'engagement sont inconnues. 

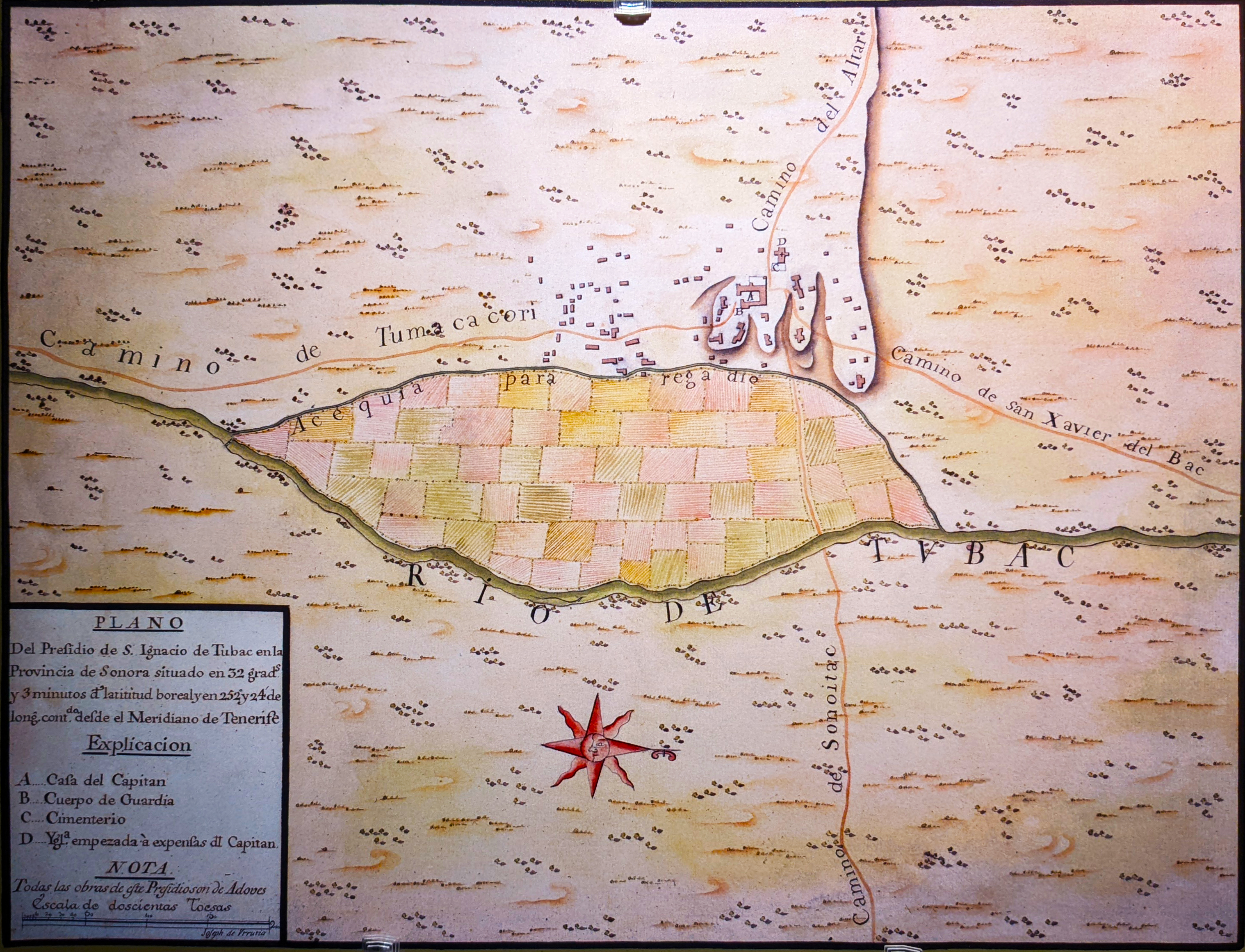
Ancienne carte de Tubac et de ses environs.